# Skusella freemani
Skusella freemani är en tvåvingeart som beskrevs av Harrison 2001. Skusella freemani ingår i släktet Skusella och familjen fjädermyggor. Inga underarter finns listade i Catalogue of Life.